# اینترلوکین ۱ آلفا
اینترلوکین ۱ آلفا (انگلیسی: IL1A) که با نام هماتوپوئیتین ۱ هم شناخته می‌شود، یک سیتوکین از خانواده اینترلوکین ۱ است که در انسان توسط ژن «IL1A» کد می‌شود.
به‌طور کلی، اینترلوکین ۱ مسئول ایجاد التهاب و همچنین پیشرفت تب و سپتیسمی در بیماری‌هاست و داروهای بازدارندهٔ این پروتئین، در قطع این علائم و درمان برخی بیماری‌ها کاربرد دارند.
اینترلوکین ۱ آلفا توسط ماکروفاژهای فعال، نوتروفیل‌ها، سلول‌های اندوتلیال و سلول‌های اپی‌تلیال تولید می‌شود. این پروتئین نقش محوری در پاسخ ایمنی بدن دارد و به «گیرندهٔ اینترلوکین ۱» متصل می‌شود.همچنین اینترلوکین ۱ آلفا در مسیر فعال‌سازی عامل نکروز توموری آلفا قرار دارد.